# Febra lui Petrov
Febra lui Petrov (în rusă Петровы в гриппе, transliterat: Petrovy v grippe) este un film dramatic din 2021, scris și regizat de Kirill Serebrennikov, bazat pe romanul Petrovii în și în jurul gripei (Petrovî v grippe i vokrug nego) lui Alexei Salnikov.
Rolurile principale au fost interpretate de Semion Serzin, Ciulpan Hamatova și Ivan Dorn. Este o coproducție între companii din Rusia, Franța, Elveția, Germania și SUA.
A fost selectat să concureze pentru Palme d'Or la Festivalul de Film de la Cannes din 2021, unde a câștigat Premiul Vulcan⁠(d) pentru cinematografie.

## Rezumat
Petrov este mecanic auto în Ekaterinburg în perioada post-sovietică. Trăiește separat de soția sa, bibliotecară, cu care are un fiu.
Chiar înainte de începerea noului an, familia lui se îmbolnăvește de gripă. Apoi întâlnește un șarlatan pe nume Igor, care poate amesteca lumea viilor cu cea a morților. 
Familia Petrov începe să sufere de halucinații suprarealiste, iar linia dintre realitate și halucinație începe să dispară.

## Distribuție
- Semion Serzin – Petrov
- Ciulpan Hamatova – Nurlinsa Petrova, soția înstrăinată a lui Petrov
- Vladislav Semiletkov – fiul lui Petrov
- Iuri Kolokolnikov – Igor Artiuhin, vecinul lui Petrov și șarlatan. Inițialele sale în limba rusă înseamnă „Hades”.
- Ivan Dorn⁠(d) – Serghei, prietenul lui Petrov care dorește să ajungă scriitor
- Iuri Borisov – Sașa, prietenul din copilărie al lui Petrov
- Iulia Peresild – Marina, Crăiasa Zăpezii (Snegurocika⁠(d)) din amintirile copilăriei lui Petrov
- Aleksandr Iliin – Viktor Mihailovici, fratele Marinei

În alte roluri au apărut rapperul Huski⁠(d), Timofei Tribunțev și Marina Kleșceiova.

## Producție
Primele planuri de a produce un film bazat pe romanul lui Salnikov au fost anunțate în mai 2019, când proiectul a fost condus de Serebrennikov. 
Serebrennikov a realizat scenariul filmului în timp ce se afla în arest la domiciliu. Filmările au început în octombrie 2019, acestea au avut loc la Moscova și Ekaterinburg și au fost finalizate în ianuarie 2020.
A fost prima incursiune de succes a lui Ivan Dorn în cinematografie. După Serebrennikov, „Dorn a fost un «artist minunat de dramă», cu «un interes pentru energia paradoxală, controlul instrumentelor sale, o capacitate de a recrea exact imaginea cu care dorea să impresioneze publicul său și o abordare foarte deliberată a artei»”. Conform lui Dorn, acesta a încercat și a eșuat anterior de două ori să se aventureze în cinematografie, dar Serebrennikov l-a încurajat să mai încerce încă o dată. Dorn a anunțat, de asemenea, că odată cu acest film își va încheia cariera muzicală și va începe o carieră ca actor.
Distribuția a fost asigurată de Hype Production, iar la producția filmului au participat mai multe companii de producție franceze, elvețiene, germane și americane.

## Recepție

### Răspuns critic
Febra lui Petrov are o rată de aprobare de 84% pe site-ul agregator de recenzii Rotten Tomatoes, bazat pe 38 de recenzii, și o notă medie de 7/10. Consensul criticilor de pe site afirmă: „O satiră rusească dură cu o inimă mare care bate, Febra lui Petrov este extrem de contagioasă”.
Are un scor de 79 din 100 pe Metacritic, bazat pe 18 critici, indicând „recenzii în general favorabile”.

### Premii și nominalizări
La Premiile Golden Unicorn (fondate de Filip Perkon la Londra) din 2021 a fost nominalizat la premiile pentru cel mai bun scenariu, cel mai bun actor și cea mai bună actriță.